# Агрішу-Маре
Агрішу-Маре (рум. Agrișu Mare) — село у повіті Арад в Румунії. Входить до складу комуни Тирнова.
Село розташоване на відстані 395 км на північний захід від Бухареста, 35 км на схід від Арада, 69 км на північний схід від Тімішоари.

## Населення
За даними перепису населення 2002 року у селі проживали 1114 осіб. Рідною мовою 1110 осіб (99,6%) назвали румунську.
Національний склад населення села:
| Національність | Кількість осіб | Відсоток |
| -------------- | -------------- | -------- |
| румуни         | 1092           | 98,0%    |
| цигани         | 13             | 1,2%     |
| угорці         | 6              | 0,5%     |